# Susannah Townsend
Pour les articles homonymes, voir Townsend.
Susannah Townsend (née le 28 juillet 1989 à Blackheath (Angleterre)) est une joueuse de hockey sur gazon britannique, membre de l'équipe de Grande-Bretagne de hockey sur gazon féminin. 
Avec la Grande-Bretagne, elle est sacrée championne olympique en 2016 à Rio de Janeiro.
Elle est ouvertement lesbienne.